# Роше, Ив
Ив Роше́ (фр. Yves Rocher; 7 апреля 1930 года, Ля Гасийи, Морбиан, Бретань — 26 декабря 2009 года, Париж) — французский промышленник, основатель одноимённой компании по производству косметических товаров.

## Биография

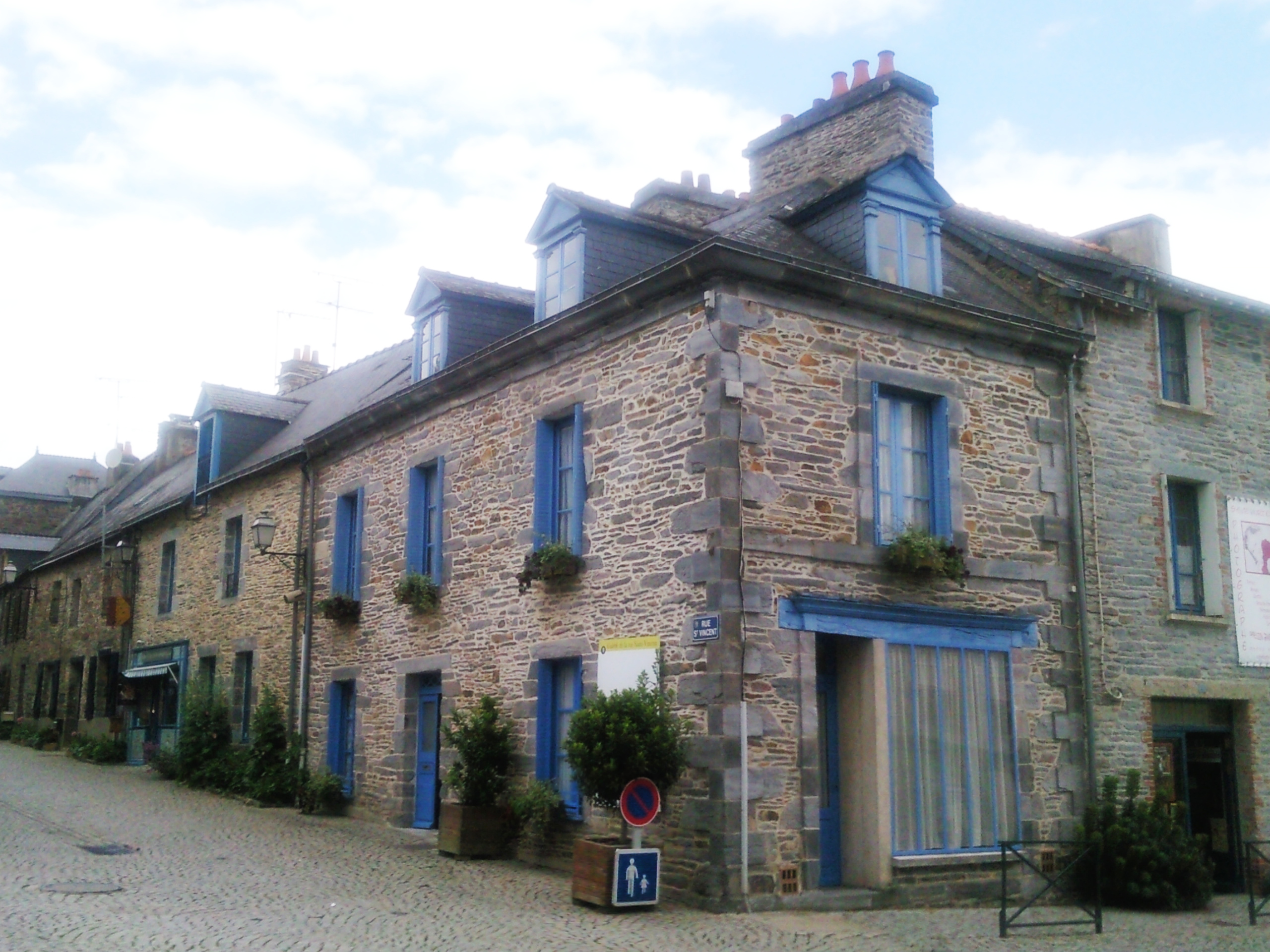
Семейный дом в Ла-Гасийи

Ив Роше родился в городке Ла-Гасийи в провинции Бретань в семье юриста. Его вдохновляли пейзажи родных мест, поэтому, окончив институт, он занялся изучением растительного мира. В 1959 году он создал фирму по производству косметики, дав ей собственное имя Yves Rocher. Первоначально товары рассылались по почте, в 1969 году Роше открыл свой первый магазин.
С 1962 по 2008 годы Ив Роше являлся главой муниципалитета родного города, многие жители которого были заняты работой для его компании. Здесь по его инициативе появился первый во Франции музей растений. Занимаясь политической и экономической деятельностью региона, в 1982 году Ив Роше стал генеральным советником Бретани, а в 1992 — членом её регионального совета. В том же году он решил уйти из бизнеса, передав полномочия своему старшему сыну Дидье. Однако, три года спустя, вследствие трагической гибели Дидье Роше в декабре 1994 года, Ив Роше был вынужден вернуться к работе в корпорации и затем возглавлял её вплоть до своей кончины.
Ив Роше умер от сердечного приступа в одном из парижских госпиталей на 80-м году жизни.

## Семья
Старший сын — Дидье Роше (1953—1994), президент компании в 1992—1994 годах. Погиб в стрелковом клубе.
Средний сын — Даниэль Роше, в 1980 г. создал и управляет лабораторией морской косметики Daniel Jouvanсe, названную так по фамилии деда с материнской стороны, а также отвечает за развитие группы Yves Rocher.
Младший сын — Жак Роше, в 2000 году создал марку товаров для дома Kiotis, также занимается администрированием в группе Yves Rocher Groupe.
Имел 8 внуков. Старший внук — Брис Роше (род. 1978), с 2006 года — генеральный директор, с 2009 года — президент и генеральный директор группы Yves Rocher Groupe.

## Признание
- 1977 — ежемесячный журнал Armor Magazine назвал Ива Роше бретонцем года
- 1992 — Офицер Ордена Почётного легиона
- 2007 — Командор Ордена Почётного легиона